# Classe Sava
La classe Sava était une classe de deux monitors fluviaux construite pour la marine austro-hongroise. Les deux navires ont été affectés à la flottille du Danube et ont participé à la Première Guerre mondiale. 
Les navires ont survécu à la guerre et ont été transférés en Roumanie et au royaume nouvellement créé des Serbes, Croates et Slovènes (plus tard la Yougoslavie) à titre de réparations.

## Conception et construction
Les navires de classe Sava étaient propulsés par deux moteurs à vapeur à triple expansion, chacun entraînant un arbre, utilisant la vapeur générée par deux chaudières Yarrow. Les moteurs ont été évalués à 1.750 chevaux-vapeur indiqués (1,300 kW) et ont été conçus pour atteindre une vitesse maximale de 13,5 nœuds (25 km/h). Ils transportaient 75 tonnes de mazout. 
L'armement principal des moniteurs de rivière de classe Sava était une paire de canons de 120 mm dans une seule tourelle en avant de la tourelle de commandement et une paire d'obusiers de 120 mm dans la tourelle arrière. Ils avaient aussi une paire de canons antiaériens de 66 mm, deux canons de 47 mm et sept mitrailleuses. La portée maximale de ses canons Škoda 120 mm était de 15 kilomètres.

## Navires
| Navire           | Constructeur                         | Mis sur cale | Lancement   | Mis en service    | Note                      |
| ---------------- | ------------------------------------ | ------------ | ----------- | ----------------- | ------------------------- |
| Temes II (Bosna) | Stabilimento Tecnico Triestino, Linz | 1914         | 1915        | 9 juillet 1915    | Sabordé, 11/12 avril 1941 |
| Sava             | Stabilimento Tecnico Triestino, Linz | 1915         | 31 mai 1915 | 15 septembre 1915 | Remis à la Roumanie       |

## Carrières
Dans la marine militaire roumaine, Bucovina (ex-Sava) a été équipé pour le service en mer comme escorteur anti-sous-marin. L'une de ses sept mitrailleuses a été remplacée par un lanceur de charge de profondeur de 610 mm. Le reste de son armement est resté inchangé. Il avait également une autonomie suffisante de 750 milles marins pour traverser la plus grande étendue Est-Ouest de la mer Noire, qui était de 635 milles marins (la mer Noire était la zone d'opérations de la Seconde Guerre mondiale pour la marine roumaine).

### Articles externes
- (en) Sava-class - Site navypedia